# 数学的宇宙仮説
数学的宇宙仮説 (すうがくてきうちゅうかせつ、mathematical universe hypothesis, MUH) とは、マックス・テグマークによって提唱された、物理学および宇宙論における思弁的な万物の理論 (TOE)である。究極集合 (Ultimate Ensemble) とも呼ばれる。

## 記述
テグマークの唯一の仮定は、数学的に存在する全ての構造は物理的にもまた存在するというものである。すなわち、「自己認識する下部構造（人間のような知的生命体）を含むだけ複雑なこれらの[宇宙]においては、[彼ら]は自身を物理的に'現実の'世界に存在するものとして主観的に知覚する」ことを意味する。その仮説は、異なる初期条件、物理定数、または全く異なる方程式に対応する世界もまた現実であるとみなされるべきであることを示唆する。
テグマークは、その仮説は自由パラメータを持たず、観測論的にも排除されていないと主張する。そして、オッカムの剃刀の基準からすると他の万物理論よりもこの仮説は好ましいと論じる。彼は、意識的な経験は物理的な"'現実の'"世界に存在する数学的な"自己認識する下部構造"の形態を取るであろうと示唆する。
その仮説は人間原理およびテグマークによる多元宇宙理論のカテゴリー化（レベルⅠ〜Ⅳ）に関連している。
インペリアル・カレッジ・ロンドンのAndreas Albrechtは、この仮説を物理学が直面する中心的問題の一つに対する"挑発的な" (provocative) 解決策と呼んでいる。彼は、それを信じていると大胆に言い切ったりはしていないものの、われわれが見ているもののみが存在するという理論を構築するのは事実上極めて難しいと言及している。

## 批判と応答

### 集合の定義
Jürgen Schmidhuberは、テグマークは「すべての数学的構造には先験的に等しい統計的な重みを与えられている」ことを示唆するが、全ての（無限に多くの）数学的構造に等しく非ゼロの確率を割り当てることはできないと議論する。Schmidhuberは、構成的数学、すなわちコンピュータプログラムによって記述可能な宇宙の表現のみを認める、より制限された集合を提出した。これは、その出力ビットが有限時間内に収束するが収束時間自身はクルト・ゲーデルの限界のため停止するプログラムでは予測できないであろう非停止プログラムによって記述可能な宇宙の表現を明示的に含んでいる。
テグマークは、全宇宙に渡る弦風景についての観測は未だ構築されていないため、これは"致命的欠陥" (show-stopper) とみなされるべきではないと回答する (sec. V.E)。 

### ゲーデルの理論との整合性
MUHはゲーデルの不完全性定理と矛盾していることについても指摘されている。テグマークおよび同僚の物理学者ピート・ハットと Mark Alfordの間では次のような議論が交わされた。"世俗主義者" (secularist) のAlfordは次のように述べている。形式主義者によって認められている方法は十分に強力な体系における全ての定理を証明することはできない。また、数学は"外部の存在"であるという考えは、数学は形式体系で構成されているという考えとは相容れない。 
テグマークの回答は、次の新しい仮説を提出することであった (sec VI.A.1)。完全に決定可能でゲーデル完全 (Godel-complete) な数学的構造のみが物理的実体を持つ。これは 本質的に複雑性の上限を定めることで全面的にレベル IV 多元宇宙の定義範囲を縮小させ、われわれの宇宙の相対的な単純さを説明するという魅力的な効能を持つ。そして、テグマークは次のように続ける。従来の物理学の理論はゲーデル決定不能 (Godel-undecidable) であるが、われわれの世界を記述する実在の数学的構造は依然としてゲーデル完全であり、ゲーデル不完全な数学について考える能力のある観測者を原理的に含むであろう。ちょうど有限状態デジタルコンピュータがペアノの算術のようなゲーデル不完全な形式体系についての特定の定理を証明することができるように。さらに、彼はより詳細な回答を示し、MUHに代わるより制限された計算可能な宇宙 (Computable Universe Hypothesis, CUH) を提案した (sec. VII)。CUHでは、この宇宙はゲーデルの定理がそれらにどんな決定不能／計算不能な定理を含むことも要求しないだけ単純な数学的構造のみを含む。テグマークは、このアプローチは"重大な困難"に直面していることを認める。すなわち、(a) この宇宙は多くの数学的景観 (mathematical landscape) を含む；(b) 許容されている理論の空間上での測度はそれ自身計算不能である；そして(c) "実質的に全ての歴史的に成功している物理理論はCUHに違反しているなどの問題を含んでいる。

### 可観測性
Stoeger、EllisおよびKircherは次のように指摘する (sec. 7)。真の多元宇宙理論では、宇宙は完全に互いに分離した関係であり、それらの内のどの一つの宇宙で起きた出来事も他のどの宇宙で起きる出来事にも因果的に関係しない。そのような多元宇宙におけるこの因果的な関連の欠如により、異なる宇宙を科学的に感知することは現実にはできない。Ellisは特にMUHを批判する。彼は、テグマークの1998年の論文などにおける希望的な見解にもかかわらず、完全に分断された宇宙の無限の集合は"完全に検証不可能である"と指摘する (p29)。
テグマークは、MUHは検証可能であることを主張している。彼は (a) 物理学研究は自然における数学的規則性を明らかにするということをMUHは予測する；そして (b) われわれは数学的構造の多元宇宙の典型的な要素を占有していると仮定すると、われわれの宇宙がどれだけ典型的かを評価することによって多元宇宙予測の検証を始めることができうると述べている  (sec. VIII.C)。

### 急進的プラトン主義のもっともらしさ
MUHは、数学は外的な実在であるとする急進的プラトン主義の観点に基づいている  (sec V.C)。しかしながら、Jannesは、数学は少なくとも部分的には人間の思考の構築物であると議論する。この議論は次の観察に基づいている。すなわち、もしそれが外的な実在であるならば、高等数学の言語を理解する人間ではない知的生命体が存在するべきである。しかしながら、我々の知る人間ではない知的生命体は客観的言語としての（高等）数学の立場を確証しない。また、"世俗主義"の立場を取るJannesは次のように議論する  (sec. VI.A)。数学は時間とともに進化している。これに取り組む固定的な疑問と確立された方法では、数学は明確な構造へ収束していると考える理由はない。また、急進的プラトン主義者の立場は唯我論のようなまた別の一つの形而上学理論である。結局、形而上学は我々が既に知っているものを記述するために異なる言語を使うことを要求する。
テグマークは、次のように応答する (sec VI.A.1)。数学的構造の観念はモデル理論に関するあらゆる本に厳密に定義されている。そして、われわれは実際に矛盾がなく統一的な概念の異なる部分を解明してきているため、人間ではない知的生命体の数学はわれわれのものとは違いうる。この意味で、数学は収束している。

### 全ての数学的構造の共存
Don Pageは次のような意見を述べている (sec 4)。究極のレベルではただ一つの世界のみ可能で、もし数学的構造が全ての可能な世界または少なくとも我々の宇宙を含むのに十分なだけ広いなら、究極の実在を記述する一つの固有の数学的構造が存在するはずである。そのため、すべての数学的構造の共存の意味におけるレベルⅣの宇宙について語ることは論理的に無意味であると考えられる。
テグマークは次のように応答している (sec. V.E)。多くの数学的構造は互いに関係を持たない部分構造に分解することができ、分解したものは統一することができるため、レベルⅣの宇宙はそう考えるようには矛盾してはいない。

### われわれの"単純な宇宙"との整合性
アレキサンダー・ビレンキンは次のように議論している。数学的構造の数は複雑性を増すごとに増加する。このことは、”典型的な”構造はすさまじく巨大で厄介であるはずであることを示唆する。これは、我々の世界を記述する理論の美しさと単純さと対立するようである (Ch.19, p203)。さらに、この問題へのテグマークの解決策、より複雑な構造へのより低い"重み"の割り当て (sec. V.B) は恣意的に感じられる。（誰が重みを決めるのか？）そして、これは論理的に一貫していないであろう。（さらなる数学的構造を導入しているようであるが、それらはすべてその集合の中に含まれていると想定されている。） (footnote 8, p222)。